# Кастело (Калтанисета)
Кастело (итал. Castello) је насеље у Италији у округу Калтанисета, региону Сицилија.
Према процени из 2011. у насељу је живело 221 становника. Насеље се налази на надморској висини од 701 м.